# Mamady Youla
Mamady Youla (ur. 1961) – gwinejski biznesmen i polityk.

## Życiorys
Dyrektor Guinea Alumina Corporation-przedsiębiorstwa górniczego w Zjednoczonych Emiratach Arabskich w latach 2004-2015. W grudniu 2015 prezydent Gwinei Alpha Condé po zwycięstwie w wyborach prezydenckich na drugą kadencję desygnował Youla na stanowisko premiera. Zaprzysiężony na stanowisku 29 grudnia 2015. Funkcję szefa rządu pełnił do 24 maja 2018.